# Selección de baloncesto de Costa de Marfil
La selección de baloncesto de Costa de Marfil es el equipo formado por jugadores de nacionalidad marfileña que representa a la Federación de Costa de Marfil de Baloncesto en las competiciones internacionales organizadas por la Federación Internacional de Baloncesto (FIBA) o el Comité Olímpico Internacional (COI): los Juegos Olímpicos, la Copa Mundial de Baloncesto y el AfroBasket.
Con dos títulos de AfroBasket y seis apariciones en finales generales, el país es tradicionalmente el hogar de uno de los mejores equipos nacionales de baloncesto del continente. Los Elefantes han jugado cinco veces la Copa Mundial de Baloncesto FIBA y también jugaron en la edición de 2023.

## Historia
Costa de Marfil alcanzó la final del Campeonato FIBA África por primera vez en 1978, pero fue derrotada por Senegal en la final. En el torneo siguiente, en 1980, volvieron a alcanzar la final, pero de nuevo tuvieron que conformarse con la plata, ya que Senegal se quedó con el oro. En otra racha al año siguiente, en 1981, Costa de Marfil finalmente se abrió paso y ganó su primer título, al derrotar a Egipto por el campeonato. Cuatro años más tarde, Costa de Marfil ganó su segundo campeonato, ya que fue sede del torneo en 1985, y venció a Angola para ganar el campeonato. Costa de Marfil terminó segundo en el Campeonato FIBA África 2009, logrando su primer podio desde su victoria en 1985. Participaron en el Campeonato Mundial FIBA 2010, que fue su primera aparición en la Copa Mundial FIBA desde 1986. El equipo tuvo marca de 1-4 en el torneo, terminando último en el Grupo C. El 2 de septiembre de 2010, en su último partido del grupo, los marfileños derrotaron a Puerto Rico 88-76, para su primera victoria en la Copa Mundial FIBA, pero se quedaron apenas corto en el desempate para ver qué equipo avanzaría a la fase eliminatoria.
Costa de Marfil se clasificó para la Copa Mundial FIBA 2019 en circunstancias dramáticas y extraordinarias. Después de evitar por poco la eliminación en la primera ronda de clasificación (terminaron terceros en su grupo y solo se clasificaron porque tenían el desempate ante Mozambique), necesitaban ganar sus últimos tres partidos en el grupo final por un margen combinado de 66 puntos para poder para clasificarse como el tercer equipo mejor clasificado. Lo hicieron de manera notable (de hecho, ganaron por un total de 73 puntos), despachando incluso a potencias africanas y a Nigeria, que ya estaba clasificada, por una puntuación de 72 a 46 en el proceso. Combinado con una derrota para la República Centroafricana contra Nigeria, Costa de Marfil terminó tercero en el grupo y se clasificó para el Campeonato Mundial en virtud de una mejor diferencia total de puntos que Camerún.

## Plantilla
- Lista de jugadores convocados que disputaron la Copa Mundial de Baloncesto de 2023.[2]

| Costa de Marfil          | Costa de Marfil     | Costa de Marfil | Costa de Marfil | Costa de Marfil | Costa de Marfil             |
| Num                      | Jugador             | Pos             | Altura          | Edad            | Equipo                      |
| ------------------------ | ------------------- | --------------- | --------------- | --------------- | --------------------------- |
| 0                        | Assémian Moularé    | B               | 1,87 m          | 20              | JA Vichy-Clermont           |
| 1                        | Charles Abouo       | A               | 1,96 m          | 33              | ESSM Le Portel              |
| 2                        | Bazoumana Koné      | B               | 1,96 m          | 29              | PS Karlsruhe Lions          |
| 3                        | Amadou Sidibé       | AP              | 1,83 m          | 29              | Peñarol                     |
| 4                        | Patrick Tapé        | A               | 2.14 m          | 25              | Caledonia Gladiators        |
| 7                        | Maxence Dadiet      | E               | 1,92 m          | 24              | Toulouse Basket Club        |
| 8                        | Mike Fofana         | A               | 2,06 m          | 25              | Abidjan Basket Club         |
| 10                       | Solo Diabate        | B               | 1,83 m          | 36              | Atlético Petroleros         |
| 12                       | Vafessa Fofana      | A               | 2,00 m          | 31              | BCM Gravelines-Dunkerque    |
| 23                       | Cédric Bah          | P               | 2,00 m          | 29              | JA Vichy-Clermont           |
| 45                       | Nisre Zouzoua       | E               | 1,92 m          | 27              | Aix Maurienne Savoie Basket |
| 77                       | Jean-Philippe Dally | A               | 2,01 m          | 27              | Champagne Basket            |
| Entrenador: Dejan Prokić |                     |                 |                 |                 |                             |

## Partidos

### Próximos encuentros
| Fecha                   | Ciudad   | Competición                | Local                    |                                        | Resultado |                                        | Visitante                |
| ----------------------- | -------- | -------------------------- | ------------------------ | -------------------------------------- | --------- | -------------------------------------- | ------------------------ |
| 26 de noviembre de 2021 | Benguela | Clasificación Mundial 2023 | Costa de Marfil          | Bandera de Costa de Marfil             | 57:56     | Bandera de Angola                      | Angola                   |
| 27 de noviembre de 2021 | Benguela | Clasificación Mundial 2023 | República Centroafricana | Bandera de la República Centroafricana | 64:92     | Bandera de Costa de Marfil             | Costa de Marfil          |
| 28 de noviembre de 2021 | Benguela | Clasificación Mundial 2023 | Costa de Marfil          | Bandera de Costa de Marfil             | 80:69     | Bandera de Guinea                      | Guinea                   |
| 1 de julio de 2022      | Abiyán   | Clasificación Mundial 2023 | Angola                   | Bandera de Angola                      | 73:75     | Bandera de Costa de Marfil             | Costa de Marfil          |
| 2 de julio de 2022      | Abiyán   | Clasificación Mundial 2023 | Costa de Marfil          | Bandera de Costa de Marfil             | 73:63     | Bandera de la República Centroafricana | República Centroafricana |
| 3 de julio de 2022      | Abiyán   | Clasificación Mundial 2023 | Guinea                   | Bandera de Guinea                      | 56:65     | Bandera de Costa de Marfil             | Costa de Marfil          |
| 26 de agosto de 2022    | Abiyán   | Clasificación Mundial 2023 | Costa de Marfil          | Bandera de Costa de Marfil             | 78:66     | Bandera de Nigeria                     | Nigeria                  |
| 27 de agosto de 2022    | Abiyán   | Clasificación Mundial 2023 | Uganda                   | Bandera de Uganda                      | 80:91     | Bandera de Costa de Marfil             | Costa de Marfil          |
| 28 de agosto de 2022    | Abiyán   | Clasificación Mundial 2023 | Costa de Marfil          | Bandera de Costa de Marfil             | 77:69     | Bandera de Cabo Verde                  | Cabo Verde               |
| 24 de febrero de 2023   | Luanda   | Clasificación Mundial 2023 | Nigeria                  | Bandera de Nigeria                     | 72:63     | Bandera de Costa de Marfil             | Costa de Marfil          |
| 25 de febrero de 2023   | Luanda   | Clasificación Mundial 2023 | Costa de Marfil          | Bandera de Costa de Marfil             | 89:44     | Bandera de Uganda                      | Uganda                   |
| 26 de febrero de 2023   | Luanda   | Clasificación Mundial 2023 | Cabo Verde               | Bandera de Cabo Verde                  | 79:64     | Bandera de Costa de Marfil             | Costa de Marfil          |
| 26 de agosto de 2023    | Yakarta  | Copa Mundial 2023          | España                   | Bandera de España                      | 94:64     | Bandera de Costa de Marfil             | Costa de Marfil          |
| 28 de agosto de 2023    | Yakarta  | Copa Mundial 2023          | Costa de Marfil          | Bandera de Costa de Marfil             | 71:69     | Bandera de Irán                        | Irán                     |
| 30 de agosto de 2023    | Yakarta  | Copa Mundial 2023          | Costa de Marfil          | Bandera de Costa de Marfil             | 77:89     | Bandera de Brasil                      | Brasil                   |
| 31 de agosto de 2023    | Yakarta  | Copa Mundial 2023          | Costa de Marfil          | Bandera de Costa de Marfil             | 84:94     | Bandera de Líbano                      | Líbano                   |
| 2 de septiembre de 2023 | Yakarta  | Copa Mundial 2023          | Costa de Marfil          | Bandera de Costa de Marfil             | 77:87     | Bandera de Francia                     | Francia                  |

## Historial

### Copa Mundial
Resultado General: 58.º puesto
| Copa Mundial de Baloncesto |
| --- |
| - 1950: No calificó - 1954: No calificó - 1959: No calificó - 1963: No calificó - 1967: No calificó - 1970: No calificó - 1974: No calificó - 1978: No calificó - 1982: 13° Lugar - 1986: 23° Lugar - 1990: No calificó - 1994: No calificó - 1998: No calificó - 2002: No calificó - 2006: No calificó - 2010: 21° Lugar - 2014: No calificó - 2019: 29° Lugar - 2023: 27° Lugar - 2027: TBD |

### Juegos Olímpicos
| Baloncesto en los Juegos Olímpicos |
| --- |
| - Berlín 1936: No calificó - Londres 1948: No calificó - Helsinki 1952: No calificó - Melbourne 1956: No calificó - Roma 1960: No calificó - Tokio 1964: No calificó - México 1968: No calificó - Múnich 1972: No calificó - Montreal 1976: No calificó - Moscú 1980: No calificó - Los Ángeles 1984: No calificó - Seúl 1988: No calificó - Barcelona 1992: No calificó - Atlanta 1996: No calificó - Sídney 2000: No calificó - Atenas 2004: No calificó - Pekín 2008: No calificó - Londres 2012: No calificó - Río 2016: No calificó - Tokio 2020: No calificó - París 2024: No calificó |

### AfroBasket
| Afrobasket | Afrobasket       | Afrobasket | Afrobasket     | Afrobasket | Afrobasket       |
| ---------- | ---------------- | ---------- | -------------- | ---------- | ---------------- |
| 1962:      | No calificó      | 1964:      | No calificó    | 1965:      | No calificó      |
| 1968:      | 5º Lugar         | 1970:      | No calificó    | 1972:      | 10º Lugar        |
| 1974:      | No calificó      | 1975:      | No calificó    | 1978:      | Medalla de plata |
| 1980:      | Medalla de plata | 1981:      | Medalla de oro | 1983:      | 4º Lugar         |
| 1985:      | Medalla de oro   | 1987:      | 7º Lugar       | 1989:      | 5º Lugar         |
| 1992:      | 11º Lugar        | 1993:      | 6º Lugar       | 1995:      | 7º Lugar         |
| 1997:      | 8º Lugar         | 1999:      | 8º Lugar       | 2001:      | 8º Lugar         |
| 2003:      | 11º Lugar        | 2005:      | 10º Lugar      | 2007:      | 8º Lugar         |
| 2009:      | Medalla de plata | 2011:      | 4º Lugar       | 2013:      | 4º Lugar         |
| 2015:      | No calificó      | 2017:      | No calificó    |            |                  |

## Palmarés
- AfroBasket:
  -   Campeón (2): 1981, 1985
  -  Subcampeón (4): 1978, 1980, 2009, 2021

- AfroCan:
  -  Subcampeón (1): 2023